# Tractat de Tafna

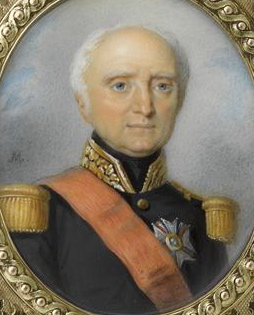
Bugeaud duc d'Isly

El Tractat de Tafna va ser signat tant per Abd-el-Kader com pel general Thomas Robert Bugeaud el 30 de maig de 1837 a Rachgoun prop de la desembocadura del Tafna à Rachgoun. Aquest acord es va desenvolupar després que les forces imperials franceses patissin grans pèrdues i retrocés militars a la conquesta d'Algèria. Els termes del tractat van implicar que Abd el-Kader reconegués la sobirania imperial francesa a l'Àfrica. Tanmateix, el preu que França havia de pagar per adquirir el reconeixement va comportar la secessió d'aproximadament dos terços d'Algèria a Abd-el-Kader (les províncies d'Orà, Koléa, Médéa, Tlemcen i Alger).

## El Tractat
Els termes del tractat exigeixen que Abdelkader reconegui la sobirania de França a Algèria. La contrapartida dels francesos és reconèixer el poder d'Abdelkader sobre aproximadament dos terços de l'antiga regència d'Alger, els antics beilicats d'Oran i Medea (o Titteri), excepte els territoris definits per l'article 2 del tractat.
El lloc de la firma va ser una pintoresca vall a la vora del riu Tafna. Vet aquí les seves bases, de les que extraiem els articles principals:

Art. 1r.. L'emir Abd el Kader reconeix la sobirania de França a l'Àfrica.

Art, 2n. França es reserva: a la província d'Orà, Mostaganem, Mazagrán i els seus territoris; Orà, Arzew més un territori delimitat a l'est pel riu Macta i el llac on aquest neix al sud per una línia que parteix del dit llac, passant per la riba sud del llac Sebca i perllongant-se fins a l'Uadi Malah (riu Salado) en direcció de Sidi-Said i des d'aquest riu fins al mar; a la província d'Alger, Argei, el Sahel, la plana de Mitidja, limitada a l'est per l'Uadi Kaddara i al sud per la primera carena del primer turó del Petit Atlas Chiffa, comprès Belida i el seu territori; a l'oest per Chiffa fins al colze de Mazafrán i des d'allà per una recta fins al mar, comprès Coleah i el seu territori.

Art. 3r. L'emir administrarà les províncies d'Orà i Tittery i la part de la d'Alger no compresa a l'oest als límits indicats a l'art. 2n. No podrà penetrar en cap altre lloc de la regència.

Art. 4t. L'emir no tindrà cap autoritat sobre els musulmans que vulguin habitar aquest territori reservat a França.

Art. 5è. Els àrabs residents a territori francès exerciran lliurement la seva religió.

Art. 6è. L'emir proveirà l'exèrcit francès de 30.000 fanegues de blat, 30.000 de civada i 5.000 bous.

Art. 7è. L'emir adquirirà a França la pólvora, el sofre i les armes que necessiti.

Art. 10è. El comerç serà lliure entre àrabs i francesos, que es podran establir en un o altre territori.

Art. 12è. Els criminals d'ambdós territoris seran objecte d'extradició.

Art. 13è. L'emir es compromet a no cedir cap punt del litoral a una potència qualsevol sense l'autorització de França.

Art. 14è. El comerç de la regència no podrà fer-se més que als ports ocupats per França.

Art. 15è. França podrà mantenir agents a prop de l'emir i a les ciutats sotmeses a la seva administració perquè serveixin d'intermediaris entre ell i els súbdits francesos en els litigis comercials o qualssevol altres que poguessin sorgir amb els àrabs. L'emir gaudirà de la mateixa facultat a la ciutat i ports francesos.